# Argonaut-Gletscher
Der Argonaut-Gletscher ist ein Gletscher im ostantarktischen Viktorialand. Er fließt in der Mountaineer Range in östlicher Richtung zum Mariner-Gletscher, den er unmittelbar nördlich des Engberg Bluff erreicht.
Teilnehmer der New Zealand Geological Survey Antarctic Expedition (1962–1963) benannten ihn in Zusammenhang mit der Benennung des Aviator-, des Aeronaut-, des Cosmonaut- und des Cosmonette-Gletschers.